# ووپسو
ووپسو (به لاتین: Võõpsu) یک منطقهٔ مسکونی در استونی است که در دهستان رپینا واقع شده‌است. ووپسو ۱۹۵ نفر جمعیت دارد.